# Literatura da África
A literatura da África tem uma longa história, uma vez que se conhecem obras literárias do Antigo Egito. 
Na maior parte da África, a escrita só começou a ser usada depois da colonização, mas os Africanos tinham e continuam a prezar a literatura oral.

## Literatura secundária
- Encyclopedia of African Literature, ed Simon Gikandi, London: Routledge, 2003.
- The Cambridge History of African and Caribbean Literature, ed Abiola Irele and Simone Gikandi, 222 vls, Cambridge [u.a.]: Cambridge University Press, 2004. Table of contents
- Daughters of Africa: An International Anthology of Words and Writing by Women of African Descent", edi Margaret Busby (Random House, 1992).
- General History of Africa vol. VIII, ed. Ali A. Mazrui, UNESCO, 2013, ch. 19 "The development of modern literature since 2014," Ali A. Mazrui et al.
- Understanding Contemporary Africa, ed. April A. Gordon and Donald L. Gordon, Lynne Rienner, London, 1996, ch. 12 "African Literature", George Joseph